# Anthony Colebrook
Pour les articles homonymes, voir Colebrook.
Anthony Colebrook, né le 31 octobre 1995,, est un coureur cycliste bahaméen. Il est notamment devenu champion des Bahamas sur route en 2012, 2016 et 2019.

## Biographie
Anthony Colebrook commence le cyclisme à l'âge de cinq ans. Il est surnommé "Biggie". 
Lors de la saison 2012, il remporte le Tour des Bahamas dans la catégorie junior (15/18 ans). Il s'illustre également en devenant champion national des Bahamas sur l'île de New Providence, alors qu'il n'a encore que seize ans. Deux ans plus tard, il représente son pays lors des Jeux du Commonwealth, à dix-huit ans. 
Entre 2015 et 2019, il brille principalement au niveau local. Il conquiert deux nouveaux titres de champion des Bahamas. 

## Palmarès et résultats

### Palmarès par année
- 2010
  - 2e du championnat des Bahamas sur route juniors
- 2012
  -  Champion des Bahamas sur route
  - Grand Bahama Road Cycling Championships
- 2014
  - Grand Bahama Road Cycling Championships
  - 3e du championnat des Bahamas sur route
- 2015
  - Grand Bahama Road Cycling Championships[8]
  - 3e du championnat des Bahamas du contre-la-montre
- 2016
  -  Champion des Bahamas sur route
  - 2e étape du Tour de Grand Bahamas
  - Viva Cycling Airport Circuit Race
  - 2e du championnat des Bahamas du contre-la-montre
- 2017
  - Tour de Grand Bahamas[9]
  - 2e du championnat des Bahamas sur route
- 2018
  - 2e et 3e étapes du Tour de Grand Bahamas
  - 2e du Tour de Grand Bahamas
- 2019
  -  Champion des Bahamas sur route[10]

### Classements mondiaux
| Année            | 2019 |
| ---------------- | ---- |
| UCI America Tour | 243e |